# Blake Ross
Blake Aaron Ross (12 giugno 1985) è un informatico statunitense, tra i creatori del browser Firefox.

## Biografia
A soli dieci anni Blake Ross creava pagine web su America Online.
A 14 anni, dopo aver appreso tutti i segreti di diversi linguaggi di programmazione si divertiva a trovare e correggere bug del browser Netscape.
Proprio questo insieme di abilità fece in modo che al giovane hacker fosse offerta l'opportunità di entrare nel team di sviluppo di Firefox.
Nel 2005 è apparso sulla copertina della rivista Wired.